# Володимир (Соколовський)
Архієпи́скоп Володи́мир (Василь Григорович Соколовський-Автономов; *31 грудня 1852, Сеньківці, Золотоніський повіт — † 27 листопада 1931, Москва) — український релігійний діяч, богослов, місіонер у Японії та США.
Єпископ Російської православної церкви (безпатріаршої), архієпископ Катеринославський ТВЦР.
Випускник Полтавської духовної семінарії та Казанської духовної академії.

## Життєпис
Народився в сім'ї священика. Закінчив Полтавську духовну семінарію.
1878 — закінчив Казанську духовну академію зі ступенем кандидата богослов'я. Склав усний іспит на ступінь магістра богослов'я.
26 липня 1878 призначений помічником наглядача Полтавського духовного училища.
29 вересня 1878 пострижений в чернецтво. 1 жовтня рукопокладений в диякона, а 3 жовтня того ж року рукопокладений в ієромонаха.
14 січня 1879 — призначений членом Японської духовної місії по проханню. Завідував навчальною та виховною роботою в семінарії.
1884 — зведений в сан ігумена.
1886 — викладач Холмської духовної семінарії на катедрі церковної історії і викриття розколу.
4 грудня 1887 — зведений в сан архімандрита і призначений інспектором духовної семінарії.
20 грудня 1887 — у Санкт-Петербурзі відбулася хіротонія в єпископа Алеутського та Аляскинського.

### Служіння в Японії та США
1 березня 1888 — прибув до Америки. У Сан-Франциско звів новий катедральний собор, при якому влаштував богословську школу для дорослих і воскресну — для дітей.
Сприяв приєднанню до Російської церкви Грекокатолицької общини на чолі зі священиком Олексієм Товтом, що сталося 1891 і сприяло поверненню багатьох уніатів до синодального православ'я в Америці. Запровадив у Сан-Франциско богослужіння англійською мовою, що стало причиною невдоволення місцевої общини, яка звернулася зі скаргою до Синоду і прохала відновити богослужіння церковнослов'янською.
8 червня 1891— єпископ Острогожський, вікарій Воронезької єпархії.
2 жовтня 1891 — виїхав до Росії.
22 грудня 1896 — єпископ Оренбурзький та Уральський.
29 листопада 1903 — єпископ Катеринбурзький та Ірбитський.
Був делегатом на 5-му Всеросійському монархічному з'їзді, який проходив у травні 1912 у Санкт-Петербурзі.
18 березня 1910 — звільнений на покій за хвороби та призначений настоятелем Спасо-Андронієвого монастиря у Москві.
1921 — зведений в сан архієпископа призначений до Катеринославської катедри. До місця служіння поїхав після арешту Патріарха 1922 р.
1924 — архієпископ Володимир був висланий із Катеринослава до Москви без права виїзду.
Після смерті Патріарха Тихона архієпископ Володимир 29 квітня 1925 був посаджений до Бутирської в'язниці за звинуваченням у «розповсюдженні неперевірених чуток про утиски з боки Советської влади Тихоновської Церкви».
У січні 1926 підтримав групу консервативних єпископів РПЦ (так званий «григоріанського розколу»), був призначений Тимчасовою Церковною Радою в Україну, на Дніпропетровську катедру цього уламку Московського патріархату.
У червні того ж року відійшов від ТВЦР, порозумівся з заступником Патріаршого Місцеблюстителя митрополитом Сергієм Страгородським. Перебуваючи як єпископ на спокої, служив у Всіхсвятській церкві у селі Всіхсвятському (поблизу Москви).
Помер 27 листопада 1931 в Москві, перебуваючи у великій фінансовій скруті. Похований біля вівтаря Всіхсвятської церкви. Могила не збереглася.

## Твори
- Характер латинской пропаганды в Японской империи и судьба ее с 16-17 стол. до наст. времени. Варшава, 1887.
- О внецерковных чтениях 2-го марта 1887 г.
- Сила папизма в лжеисидоровых декреталиях.
- Письма.
- Недобрые деяния иезуитов в Японской империи в 16 и 17 века и до настоящего времени. Воронеж, 1892.
- Лжеисидоровские декреталии или подложное каноническое право латино-папской церкви. Варшава, 1887. («Церковные ведомости». 1888. № 96, с. 713; 1889. № 10. с. 262—267; «Русский паломник». 1889. № 1. с. 15).